# Eberhard Brisger
Eberhard Brisger (* um 1490 in Mühlheim; † 24. Januar 1545 in Altenburg) war ein evangelischer Theologe und Reformator.

## Leben
Aus vermögenden Verhältnissen stammend trat Brisger als Mönch in den Augustinerorden ein. 1508 begann er an der Universität Wittenberg ein Studium und wechselte 1509 an die Universität Köln. Zurückgekehrt nach Wittenberg, erwarb er 1518 das Baccalaurat und 1520 den akademischen Grad eines Magisters. Er war bei der Leipziger Disputation zugegen und wurde 1522 der letzte Prior des Augustinerklosters. Als Vertrauter Martin Luthers begleitete er diesen 1524 nach Jena und Orlamünde. Gemeinsam mit Luther übergab er dem Kurfürsten Friedrich dem Weisen 1525 das durch die Wittenberger Bewegung aufgelöste Kloster.
Er selbst hegte danach die Absicht, sich ins bürgerliche Leben zurückzuziehen, und heiratete eine Wittenbergerin mit Vornamen Magareta, aus welcher Ehe mindestens drei Kinder stammen. Jedoch wurde er Ende 1525 Prediger an St. Bartholomäi in Altenburg, wo er auch gelegentlich den dortigen Superintendenten Georg Spalatin vertrat. Von 1539 bis 1540 übernahm er auch vertretend die Superintendentur in Zeitz und war dort als Prediger an St. Michael im reformatorischen Sinne tätig. Armut und Krankheit belasteten sein Leben und auch Meinungsverschiedenheiten mit Spalatin.